# Karl Dilthey

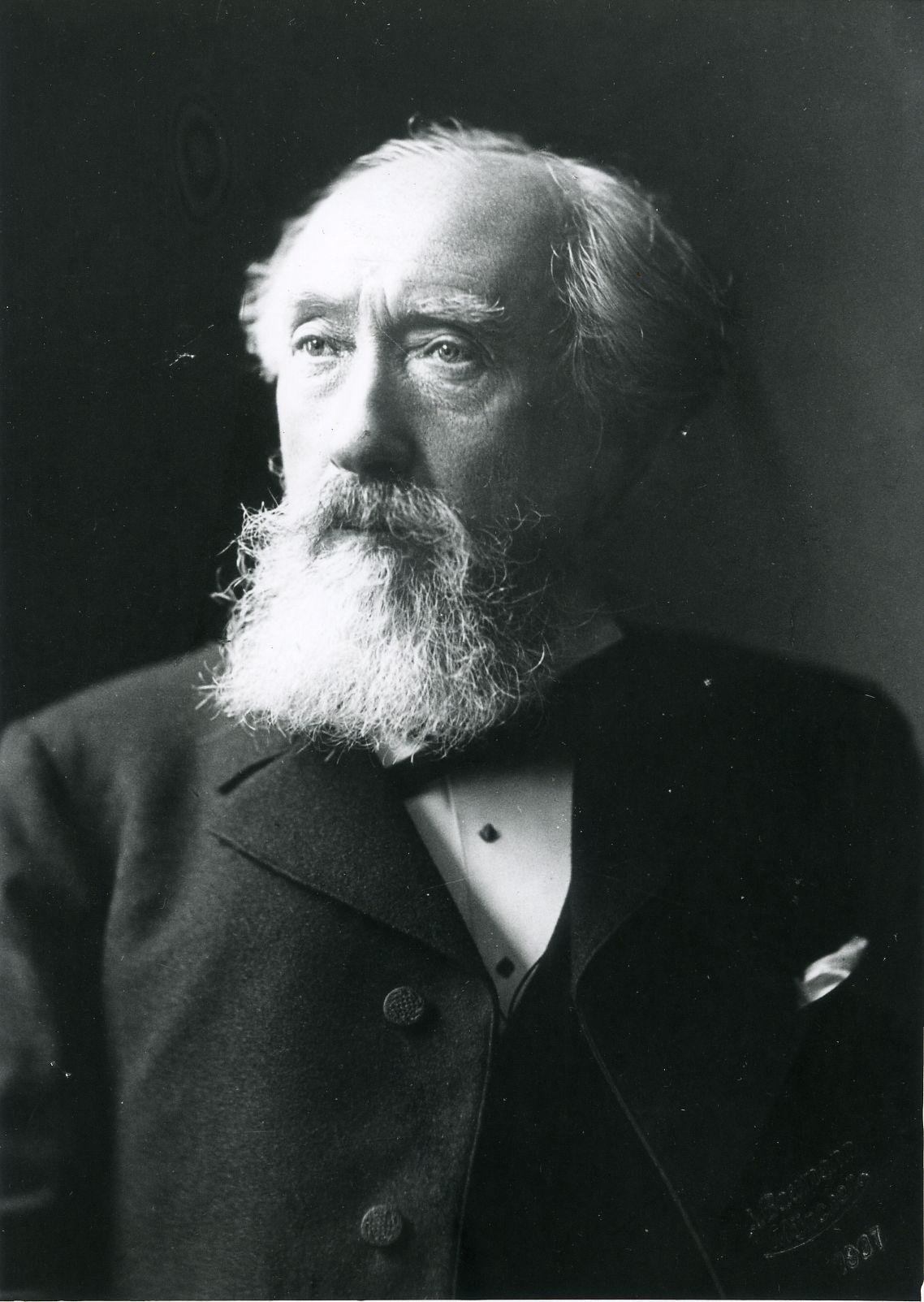
Karl Dilthey

Karl Dilthey (* 18. März 1839 in Biebrich; † 4. März 1907 in Göttingen) war ein deutscher Klassischer Philologe und Klassischer Archäologe.

## Leben
Karl Dilthey wurde 1839 als Sohn einer calvinistischen Predigerfamilie geboren. Sein Vater war Maximilian Dilthey (1804–1867), nassauischer Oberhofprediger in Biebrich, seine Mutter Maria Laura Heuschkel (1810–1887), Tochter des herzöglichen Kapellmeisters in Hildburghausen Johann Peter Heuschkel (1773–1853). Sein Bruder Wilhelm war Philosoph, seine Schwester Caroline war mit dem Philologen Hermann Usener verheiratet.
Nach dem Studium an den Universitäten Breslau und Bonn unternahm Dilthey Forschungsreisen nach Griechenland. Bis 1866/67 war er Privatdozent in Bonn. Von 1867 bis 1869 arbeitete er in Rom und folgte dann einem Ruf zum Professor der Klassischen Philologie und Archäologie an der Universität Zürich. 1878 wechselte er nach Göttingen auf den Lehrstuhl für Klassische Philologie. 1889 wurde er in Nachfolge von Friedrich Wieseler Professor für Klassische Archäologie. Nach Wieselers Tod wurde er 1892 Direktor der archäologisch-numismatischen Sammlungen der Universität und wurde als ordentliches Mitglied in die Akademie der Wissenschaften zu Göttingen aufgenommen.
Nach seinem Tod wurde Gustav Körte zu seinem Nachfolger berufen.